# 吉原清隆
吉原 清隆（よしはら きよたか、1970年12月10日 - ）は、日本の純文学系の小説家。

## 来歴
愛知県名古屋市出身。三重大学人文学部社会科学科卒業。
2006年「テーパー・シャンク」で第30回すばる文学賞佳作でデビュー。
2009年「不正な処理」で第140回芥川賞候補。

## 著書
- 『不正な処理』集英社、2009年2月
  - 不正な処理（『すばる』2008年12月号）

## 単行本未収録
- テーパー・シャンク（『すばる』2006年11月号）
- 「行き先階釦を押してください」（『すばる』2007年10月号）
- ナカムラ・パラレログラム（『すばる』2008年3月号）
- しげのり（『群像』2008年4月号）
- おっとうらくの（『すばる』2009年5月号）
- ジオラマ（『すばる』2009年10月）
- ダイヤモンドブレード（『文學界』2011年10月）
- 小説学校の女（『すばる」2014年12月）
- この海をお前も（『すばる』2015年12月）